# مارتینا ناوراتیلووا
مارتینا ناوراتیلووا (چکی: Martina Navrátilová; با نام اصلی Martina Šubertová; زاده ۱۸ اکتبر ۱۹۵۶) بازیکن بازنشسته تنیس اهل چکسلواکی (با تابعیت آمریکایی) است.
وی ۱۸ گرند اسلم در بخش انفرادی، ۳۱ عنوان دو نفره زنان و ۱۰ عنوان دو نفره مختلط ۱۰ برنده شده‌است و دوازده بار به فینال قهرمانی ویمبلدون رسیده‌است که شامل نه سال متوالی از ۱۹۸۲ تا ۱۹۹۰ می‌شود. همچنین نه بار قهرمانی تک‌نفره زنان را در کارنامه دارد.